# Сант'Антонио (Рим)
Сант'Антонио је насеље у Италији у округу Рим, региону Лацио.
Према процени из 2011. у насељу је живело 20 становника. Насеље се налази на надморској висини од 233 м.